# Фальдони, Джованни Антонио
Джованни Антонио Фальдони (итал. Giovanni Antonio Faldoni; 24 апреля 1689, Азоло, Венеция, Италия — ~ 1770) — итальянский живописец и мастер гравюры офортом и резцом венецианской школы.

## Биография
Художник родился в Азоло, провинции Тревизо области Венето, и активно работал в Венеции. Его отец Джироламо Фальдони, был живописцем, а брат Франческо работал гравёром. Джованни Антонио обучался живописи у пейзажиста Антонио Лучани, а гравированию у Эгидио Саделера, затем у Клода Меллана в Париже.
Во время учёбы в Париже Фальдони изучил новую технику использования резца параллельными линиями, которую, как он видел, использовал Клод Меллан. Он поселился в Венеции и адаптировал эту технику к созданию гравированных портретов и композиций на мифологические сюжеты. В Венеции Фальдони работал по заказам гравёра и издателя Антонио Марии Дзанетти Старшего, для которого создал серию портретов дожей Венеции, прокураторов Святого Марка и рыцарей Золотой звезды.
Для Дзанетти Фальдони награвировал серию картин, портретов и бюстов римских императоров. После участия в нескольких драках в 1765 году Фальдони был изгнан из Венеции. Позднее он работал в Риме, где его следы затерялись; точная дата и место его смерти неизвестны.
Учеником Фальдони был Джованни Марко Питтери.

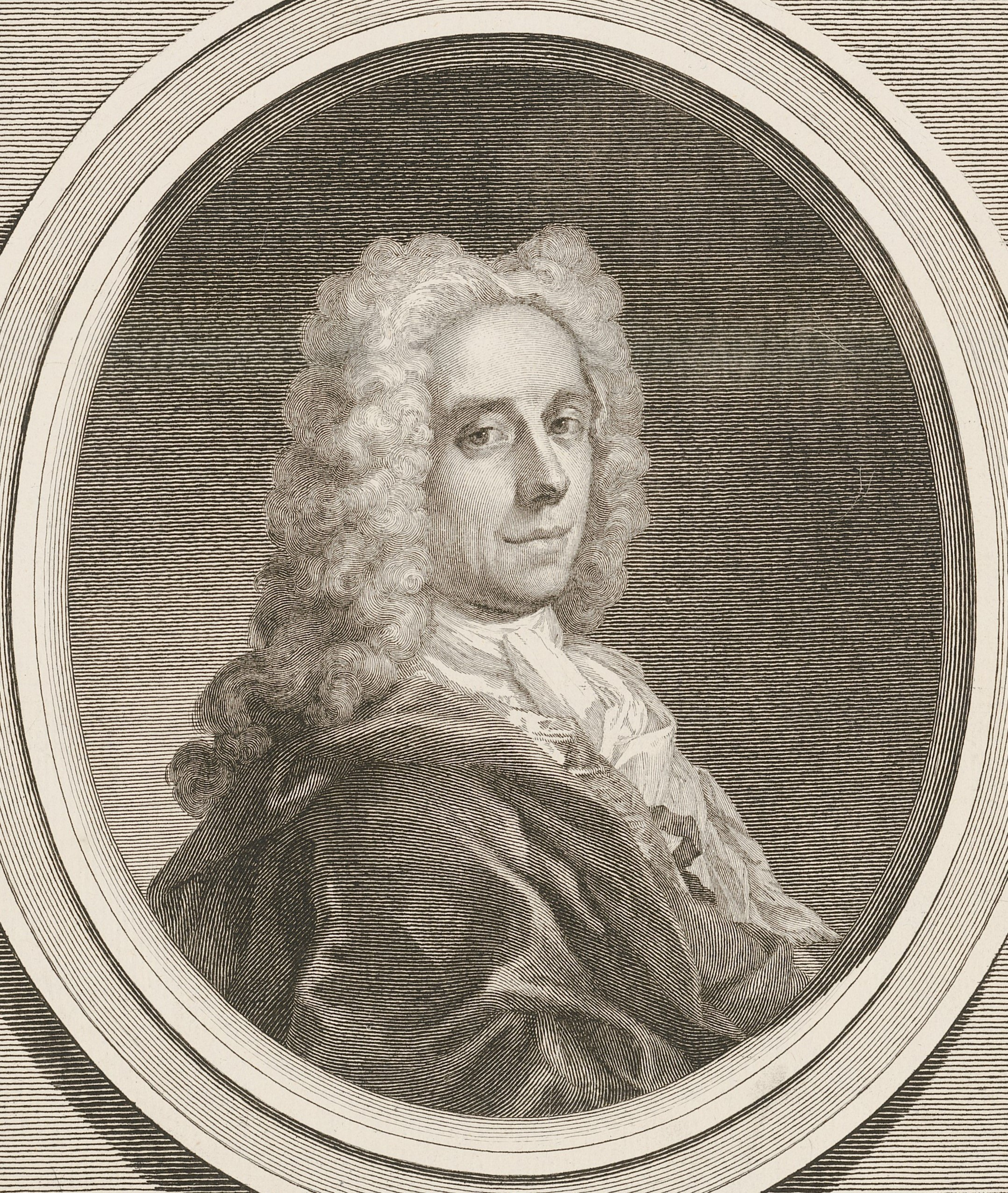
Портрет Марко Риччи. По живописному оригиналу Р. Каррьерa. 1724. Офорт, резец
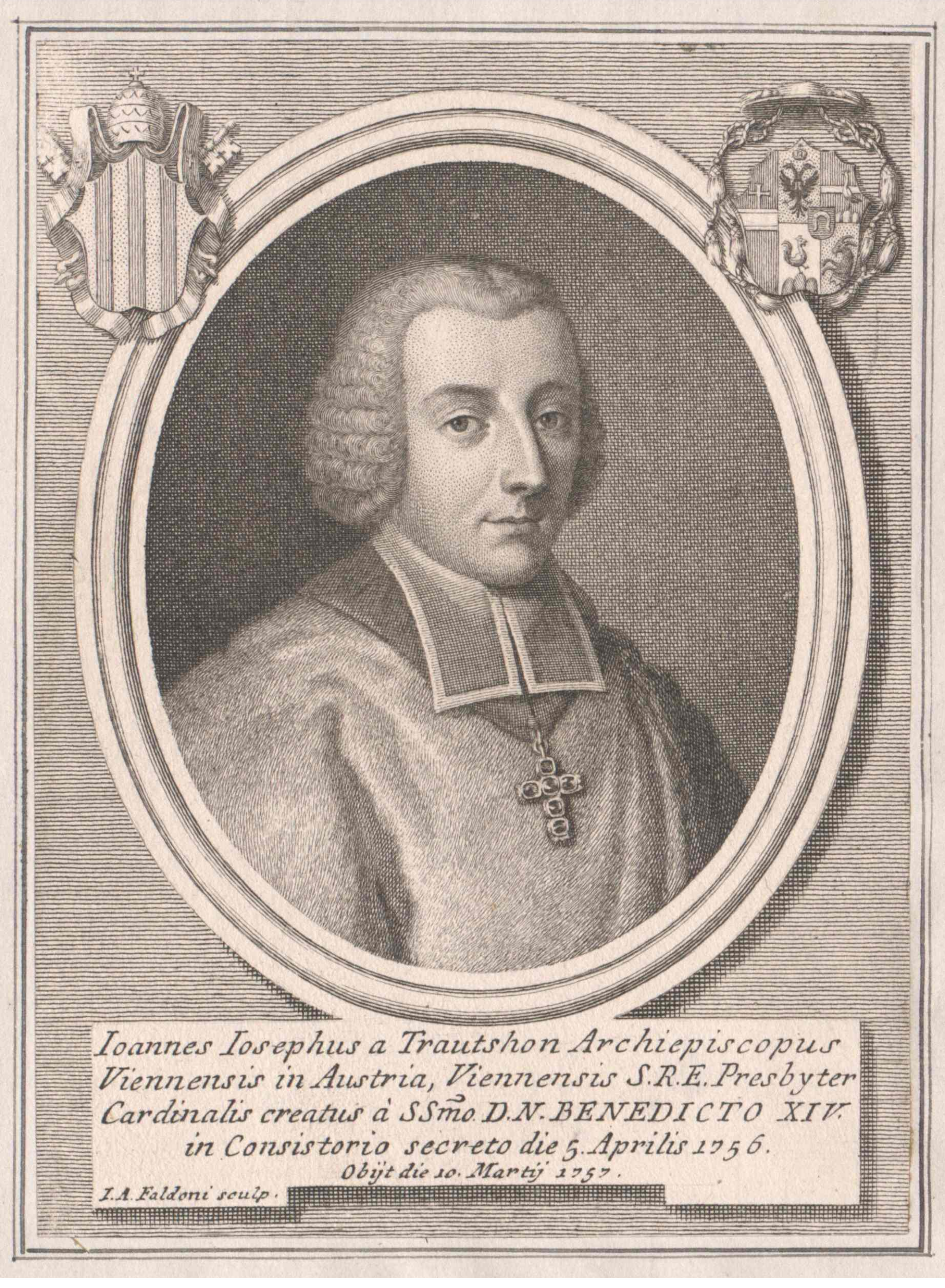
Й. Й. Траутсон. Между 1757 и 1770. Офорт, резец
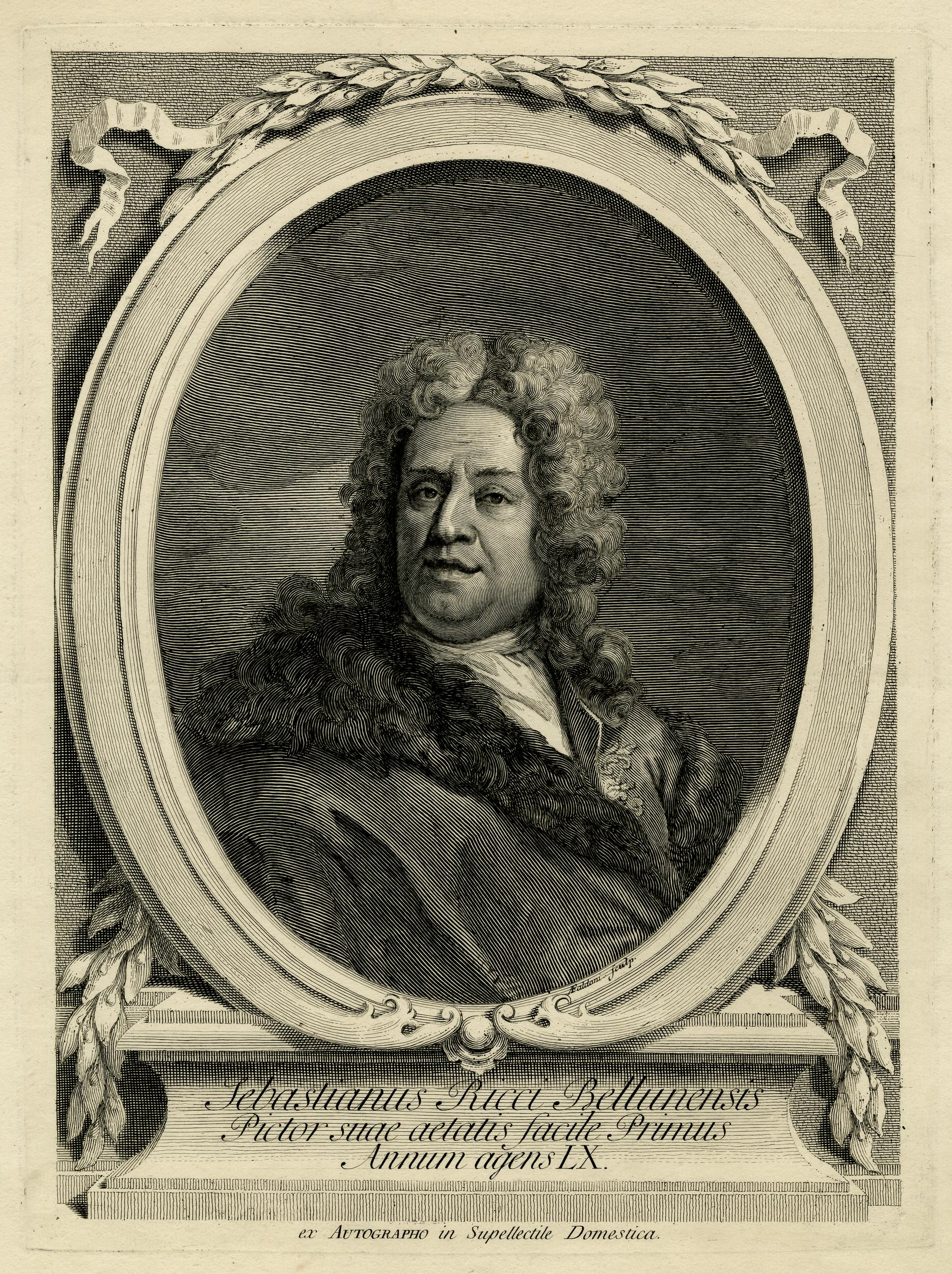
Себастьяно Риччи Беллуненсис. Между 1720 и 1770. Офорт, резец
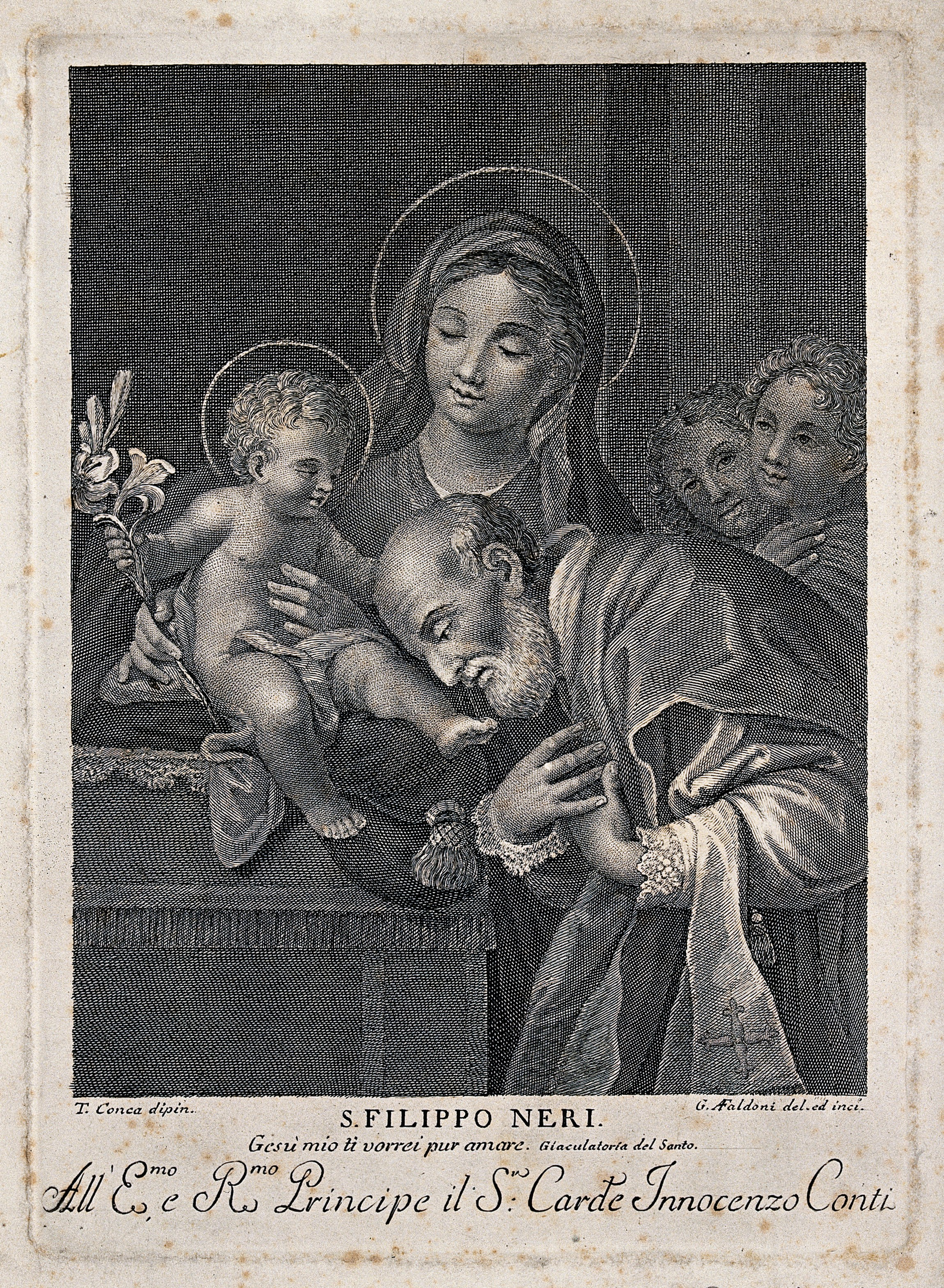
Мадонна с Младенцем и Святой Филип Нери. По оригиналу Т. Конка. Офорт, резец
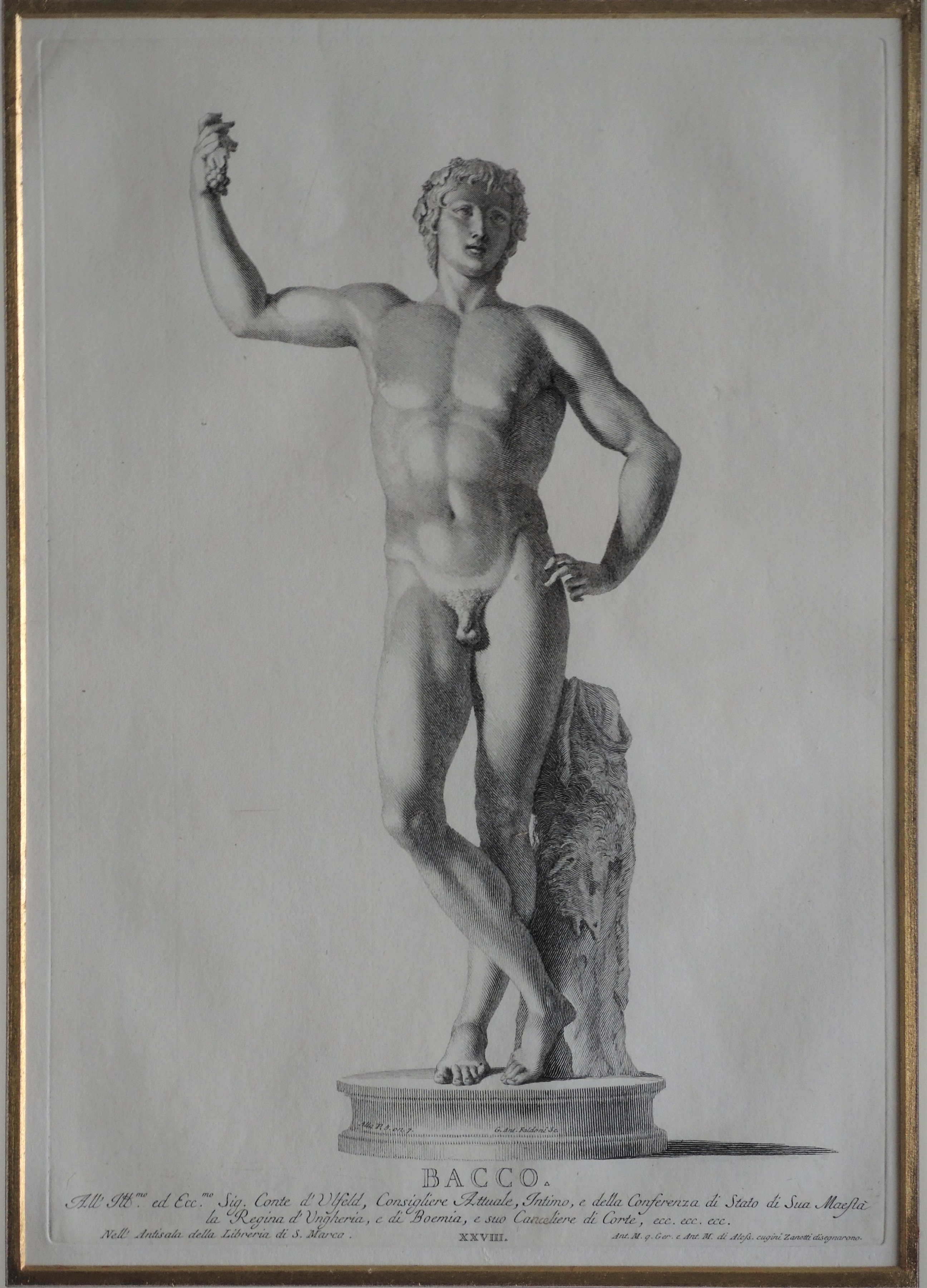
Вакх. 1740. Офорт, резец